# Quintus Lutatius Dexter Laelianus
Quintus Lutatius Dexter Laelianus (vollständige Namensform Quintus Lutatius Quinti filius Pupinia Dexter Laelianus) war ein im 1. Jahrhundert n. Chr. lebender Angehöriger des römischen Ritterstandes (Eques).
Durch zwei Militärdiplome ist belegt, dass Laelianus 80 Kommandeur der Cohors IIII Thracum war, die zu diesem Zeitpunkt in Germania stationiert war. Laelianus war in der Tribus Pupinia eingeschrieben.